# Codessoso, Curros e Fiães do Tâmega
Codessoso, Curros e Fiães do Tâmega ist eine portugiesische Gemeinde (Freguesia) im Kreis (Concelho) Boticas im Norden Portugals.

## Geschichte
Die Gemeinde entstand im Zuge der Gebietsreform vom 29. September 2013 durch die Zusammenlegung der ehemaligen Gemeinden Codessoso, Curros und Fiães do Tâmega. Codessoso wurde Sitz der neuen Verwaltung.

## Demographie
| Freguesia | Freguesia                           | Freguesia | Freguesia       | ehemalige Freguesias | ehemalige Freguesias | ehemalige Freguesias | ehemalige Freguesias |
| --------- | ----------------------------------- | --------- | --------------- | -------------------- | -------------------- | -------------------- | -------------------- |
| Wappen    | Freguesia                           | Einwohner | Fläche in (km²) | Wappen               | Freguesia            | Einwohner            | Fläche in (km²)      |
|           | Codessoso, Curros e Fiães do Tâmega | 257       | 35,17           |                      | Codessoso            | 132                  | 8,66                 |
|           | Codessoso, Curros e Fiães do Tâmega | 257       | 35,17           | Curros               | 67                   | 11,99                |                      |
|           | Codessoso, Curros e Fiães do Tâmega | 257       | 35,17           | Fiães do Tâmega      | 99                   | 14,52                |                      |